# Герб Литовской ССР
Герб Литовской ССР (лит. Lietuvos TSR herbas) — государственный символ Литовской Советской Социалистической Республики. Базируется на гербе СССР. Введён конституцией Литовской ССР от 25 августа 1940 года. Рисунок утверждён указом Президиума Верховного Совета Литовской ССР от 27 сентября 1940 года как «государственный знак (герб) Литовской ССР».

## Описание
Герб представлял собой изображение золотого серпа и молота в золотых лучах солнца на белом фоне, обрамлённого колосьями и дубовыми листьями, перевитыми красными лентами с надписями слева на литовском «Visų šalių proletarai, vienykitės!» и справа на русском языках «Пролетарии всех стран, соединяйтесь!». В верхней части герба располагалась пятиконечная звезда, в нижней его части — буквы на красной ленте «LTSR». Положение о гербе было закреплено в статье 167 Конституции Литовской ССР от 20 апреля 1978 года.
До 1978 года дубовые листья на гербе изображали тёмно-зелёными, хотя возможно причина просто в качестве типографских красок, когда и «золотые» лучи солнца изображалось тёмно-бронзовым, почти коричневыми. К тому же цвет дубовых листьев в описании вообще не указан.